# Zare
Die Zare ist ein etwa elf Kilometer langer linker Nebenfluss der Sude im Westen Mecklenburg-Vorpommerns.
Der weitgehend begradigte Wasserlauf beginnt im Westen des Gemeindegebiets von Grambow am Rande einer Waldfläche. Aus Gottesgabe und Klein Welzin werden Verrohrungen bis an diese Stelle geführt. In südlicher Richtung verläuft die Zare vorbei am Grambower Ortsteil Wodenhof. Nach Wodenhof mündet der das Grambower Moor entwässernde Ottergraben ein. 1,2 Kilometer nördlich des zu Dümmer gehörenden Ortsteils Walsmühlen und 1,3 Kilometer westlich von Zülow mündet die Zare auf der Gemeindegrenze in die Sude. Diese führt das Wasser weiter über die Elbe in die Nordsee ab.